# Baugefährdung
Die Baugefährdung ist ein Straftatbestand des deutschen Strafrechts. Gesetzlich geregelt ist die Baugefährdung in § 319 StGB und gehört somit zu den gemeingefährlichen Straftaten. Aufgrund der Strafandrohung – Freiheitsstrafe bis zu fünf Jahren oder Geldstrafe – handelt es sich bei dem Delikt um ein Vergehen.

## Wortlaut
§ 319 des Strafgesetzbuches lautet:
(2) Ebenso wird bestraft, wer in Ausübung eines Berufs oder Gewerbes bei der Planung, Leitung oder Ausführung eines Vorhabens, technische Einrichtungen in ein Bauwerk einzubauen oder eingebaute Einrichtungen dieser Art zu ändern, gegen die allgemein anerkannten Regeln der Technik verstößt und dadurch Leib oder Leben eines anderen Menschen gefährdet.
(3) Wer die Gefahr fahrlässig verursacht, wird mit Freiheitsstrafe bis zu drei Jahren oder mit Geldstrafe bestraft.

## Tatbestand
§ 319 StGB dient dem Schutz gegen Gefahren, die Leben und Gesundheit von Menschen aus fehlerhaften, gegen die anerkannten Regeln der Technik verstoßenden Tätigkeiten im Baugewerbe drohen. Täter des § 319 StGB kann nur sein, wer Bau oder Abbruch eines Bauwerkes plant, leitet oder ausführt. Es handelt sich damit um ein Sonderdelikt. Unter Bau in diesem Sinne versteht man jede Unternehmung auf dem Gebiet des Baugewerbes, sei es Hochbau, Tiefbau, Wasserbau oder Straßenbau. Vorbereitungsarbeiten wie Ausschachtungen werden mit umfasst. Planung ist die Erarbeitung der konkreten Planungsunterlagen, die unmittelbar in der Errichtung des Bauwerkes münden sollen. Dazu zählen vor allem die Bauzeichnungen, Ausschreibungen und Bauverträge, sowie insbesondere der Sicherheits- und Gesundheitsplan, der die zeitlichen Abläufe und möglichen Gefahren aus den Tätigkeiten aufführt. Mögliche Täter in dieser Variante sind also alle Planer im Allgemeinen, Generalunternehmer, Architekten, Bauingenieure, Fachingenieure, Bodengutachter und vor allem auch der SIGEKO (Sicherheits- und Gesundheitsschutzkoordinator). Einen Bau leitet hingegen, wer die Einrichtung, Ausführung und den Ablauf des Baus tatsächlich bestimmt, sodass seine Anweisungen für die Ausführung maßgeblich sind. Es kommt auf die tatsächlichen Verhältnisse an, sodass auch Laien, die selbst bauen, einen Bau unter bestimmten Voraussetzungen auch selbst leiten können. Im Zusammenhang mit baugenehmigungspflichtigen Arbeiten sind sie in der Regel jedoch zur Bestellung eines Bauleiters und/oder SIGEKO verpflichtet. Die bloße Überwachung des Baus begründet jedoch noch nicht ohne Weiteres die Bauleitereigenschaft. Zu den Ausführenden des Baus zählen insbesondere die Bauhandwerker. Umfasst sind hierbei auch Hilfsleistungen wie das Aufstellen von Gerüsten oder Sicherungsmaßnahmen. Bloße Anlieferungen reichen jedoch nicht aus.
Bei dem Delikt nach Abs. 1 handelt es sich um ein konkretes Gefährdungsdelikt. Es muss also eine konkrete Gefahr für Leib oder Leben eines Menschen entstanden sein; eine tatsächliche Körperverletzung ist damit nicht erforderlich. Ein typisches Beispiel für eine erhebliche Baugefährdung, ist die Ausführung einer Erdungsanlage, ohne vollständige Einhaltung der DIN 18014, insbesondere dann, wenn der Rohbauunternehmer diese Leistung ohne entsprechende elektrotechnische Ausbildung oder Aufsicht erbringt. Diese Anlage kann möglicherweise durch eine fehlerhafte Ausführung korrodieren und dann erst nach Jahren ausfallen. Dies kann dann zu lebensgefährlichen Stromschlägen führen. Diese Arbeiten beschreibt der Planer in der Regel in seinen Ausschreibungen und es ist daher hier schon eindeutige Regeln für die späteren Arbeiten auf der Baustelle zu schaffen. Spätestens bei Auftragsvergabe sind die Vorgaben aus der DIN 18014, insbesondere wer diese Anlage und welchen Bedingungen ausführen darf klar zu regeln. Die Erdungsanlage gehört zu den Elektroinstallationen und es bedarf bei der Ausführung demnach grundsätzlich entsprechend geschulte Elektrofacharbeiter und darf ausdrücklich nicht allein vom Rohbauunternehmer ausgeführt werden. Insbesondere gehört hier eine ausreichende Überwachung der Arbeiten zu den Nebenpflichten des Planers, damit sichergestellt wird, dass hier keine versteckten Mängel entstehen können. Nach Fertigstellung der Arbeiten ist die Dokumentation aus der DIN 18014 Anhang 2 vom Planer anzufordern und zu abschließend noch einmal auf die Einhaltung der Normen zu kontrollieren. Notfalls unter Zuhilfenahme eines Gutachters, falls Zweifel an der korrekten Ausführung bestehen. Aus diesem Beispiel wird deutlich, dass es im Grunde vor allem auf die Bauleitung und die Einhaltung der Normen ankommt, denn auch die ausführenden Handwerker sind verpflichtet, Fehler in Plänen und Ausschreibungen durch Prüfung vor Beginn der Arbeiten zu prüfen und ggf. Bedenken gegen die geplante Ausführung anzumelden.
Gleiches gilt auch im Allgemeinen zu allen Arbeiten auf der Baustelle, bei denen zum Beispiel Stahlbetonbauteile entstehen. Hier sind die Bewehrungspläne vom Bauleiter, sowie die Einhaltung und der Einbau aller Stahlarmierungen aus der Statik, sowie die korrekten Querschnitte der Schalungen zu kontrollieren und erst danach für die Betoneinfüllung freizugeben. Die in der Statik vorgegebene Betongüte, die Querschnitte der Bauteile und der korrekte Einbau sind ebenfalls bereits ab den Fundamenten zu überwachen. Während der Arbeiten entstehen durch freistehende Armierungseisen, oder Anschlusseisen zeitweise Gefahren für die ausführenden Handwerker. Für deren Sicherheit ist sowohl der SIGEKO als auch die Bauberufsgenossenschaft zuständig.
Typische Unfallgefahren auf der Baustelle entstehen durch mangelhafte Absturzsicherung, die meist aus Kostengründen oder mangels Gefahrenbewusstseins nicht sofort abgestellt werden. Da es sich gleichsam um ein Vorsatzdelikt handelt, muss der Täter die Gefahr zumindest erkannt und billigend in Kauf genommen haben. Gemäß Abs. 2 wird ebenso bestraft, wer die anerkannten Regeln der Technik missachtet und somit eine Gefahr verursacht. In diesem Falle ist ausreichend, dass Arbeiten an einem bereits entstehenden oder bereits entstandenen Bauwerk vorgenommen werden, ohne dass es schon in Benutzung genommen worden sein muss. Diese Regeln müssten vorgebildeten Praktikern zwar allgemein bekannt sein, aber häufig fühlte sich niemand für die Sicherheit zuständig. Genau aus diesem Grund ist die Pflicht zur Beauftragung eines Sicherheits- und Gesundheitskoordinators 1999 eingeführt worden. In Betracht kommen hier die einschlägigen Bauvorschriften wie die Baustellenverordnung. Eine formelle Aufnahme in ein Regelwerk ist nicht erforderlich, aber Indiz für eine Allgemeinbekanntheit. Je nach beruflicher Erfahrung im Baugewerbe können je nach Täter verschiedene Sorgfaltsmaßstäbe angelegt werden. Bei arbeitsteiligem Vorgehen können alle Beteiligten als Täter in Frage kommen, unter Umständen auch mittäterschaftlich oder durch Unterlassen. Die Beauftragung von Subunternehmen befreit nicht von der Haftung, sodass eine Strafbarkeit in Betracht kommt. Auch ein Verstoß gegen Aufklärungspflichten kann die Strafbarkeit begründen.
Abs. 3 und Abs. 4 enthalten Strafmilderungen für den Fall, dass verschiedene objektive Tatbestandsmerkmale nicht vorsätzlich, sondern nur fahrlässig verwirklicht wurden. Gemäß § 320 StGB besteht die Möglichkeit der tätigen Reue.

## Zivilrecht
Zivilrechtliche Schadensersatzansprüche können sich aus Werkmangelgewährleistungsrecht oder wegen Schlechtleistung beim Dienstvertrag ergeben. Sollte es zu einer Verletzung gekommen sein, kommen zudem Ansprüche nach § 823ff. BGB in Betracht.